# Brid (okres Chust)
Brid, místně Brÿd, česky: Brod nebo Berežskij Brod či Brod nad Iršavou, ukrajinsky Брід, maďarsky Boród, je obec v Iršavské městské komunitě v okrese Chust v Zakarpatské oblasti Ukrajiny. Částí obce Brid je Deškovycja. V roce 2025 žilo v celé obci 3074 obyvatel, z toho v Bridu 2384 obyvatel..
V obci se dochovala stará synagoga a židovský hřbitov.

## Historie
Území obce bylo osídleno již v pravěku. Svědčí o tom archeologické vykopávky, je zde mnoho nálezů z mladší doby kamenné, doby měděné a doby bronzové. Na okraji obce jsou neprozkoumané mohyly. První písemná zmínka pochází z roku 1264. Do uzavření Trianonské smlouvy byla ves součástí Uherska, poté byla součástí Československa; za první československé republiky zde byl obecní notariát a poštovní úřad, který se v letech 1921 až 1929 nazýval Berežskij Brod a v letech 1929 až 1939 Brod nad Iršavou. V roce 1921 zde stálo 217 domů a žilo zde 1259 obyvatel, z toho 877 Rusínů, 1 Maďar a 377 Židů.